# Luehdorfia chinensis
Luehdorfia chinensis är en fjärilsart som beskrevs av John Henry Leech 1893. Luehdorfia chinensis ingår i släktet Luehdorfia och familjen riddarfjärilar. IUCN kategoriserar arten globalt som otillräckligt studerad. Inga underarter finns listade i Catalogue of Life.